# 穆加德萨亚戈
穆加德萨亚戈（西班牙語：Muga de Sayago）是西班牙卡斯蒂利亚-莱昂萨莫拉省的一个市镇。 总面积36平方公里，总人口495人（2001年），人口密度14人/平方公里。